# Louis Joseph Gay-Lussac
Louis Joseph Gay-Lussac (Saint-Léonard-de-Noblat, 6 de diciembre de 1778-París, 9 de mayo de 1850) fue un químico y físico francés. Es conocido en la actualidad por su contribución a las leyes de los gases. En 1802, Gay-Lussac fue el primero en formular la ley según la cual un gas se expande proporcionalmente a su temperatura (absoluta) si se mantiene constante la presión (Ley de Charles) y que aumenta proporcionalmente su presión si el volumen se mantiene constante (Ley de Gay-Lussac). También se le cita como Louis Joseph en algunas fuentes de información.[cita requerida]

## Biografía
Hijo de Antoine Gay-Lussac, abogado y procurador de Luis XVI. Emprendió sus primeros estudios en su región natal hasta que en 1794 se trasladó a París. En 1797 fue aceptado en la École Polytechnique, fundada hace tres años antes; salió de allí en 1800 para ingresar en la École des Ponts et Chaussées. Pero la profesión de ingeniero no le atraía, así que pasó cada vez más tiempo en la Polytechnique asistiendo a Claude Louis Berthollet, participando activamente durante más de doce años en la Société d'Arcueil, fundada por este último.

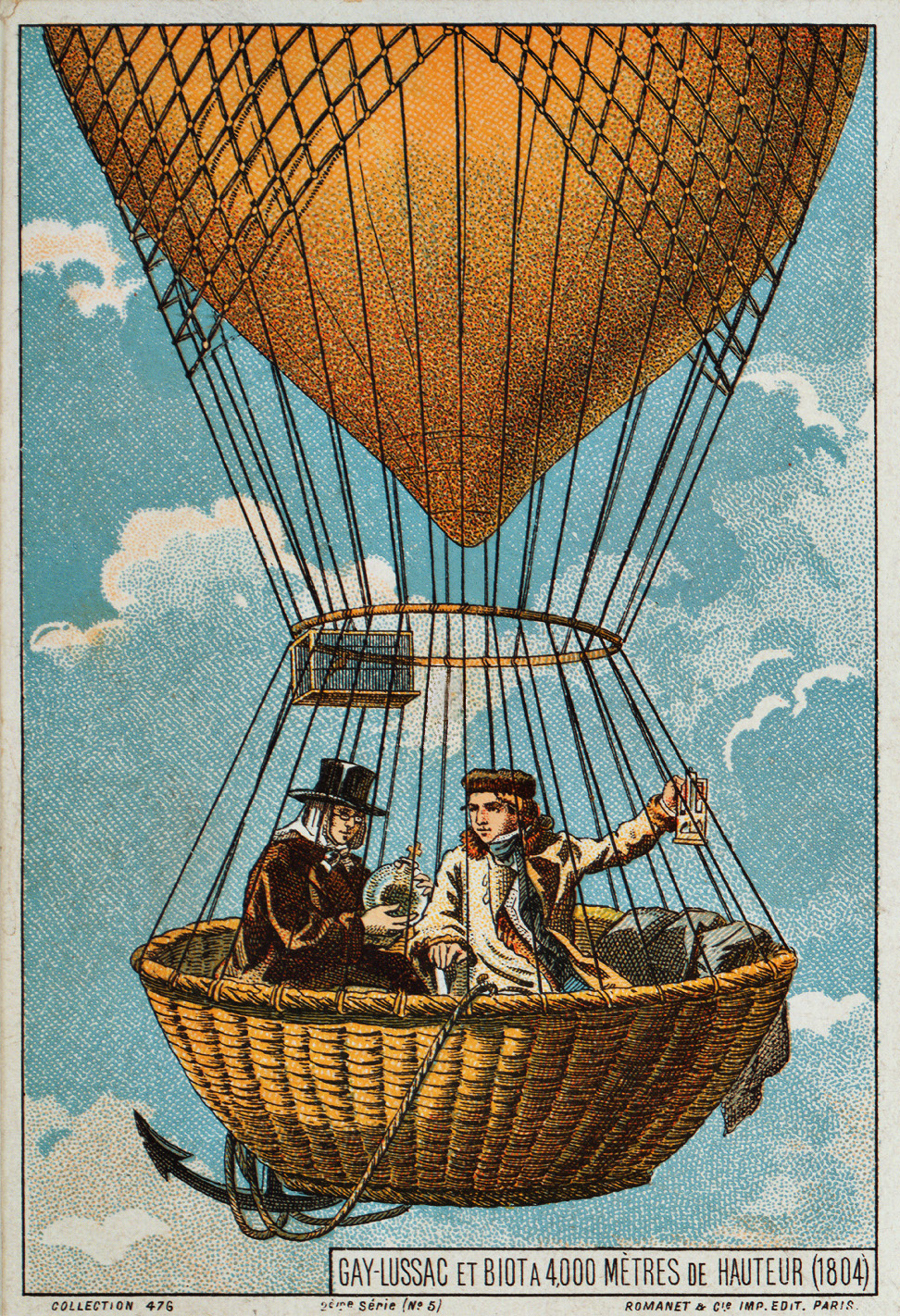
Gay-Lussac y Biot ascendiendo en un globo aerostático, 1804 (Ilustración de finales del)

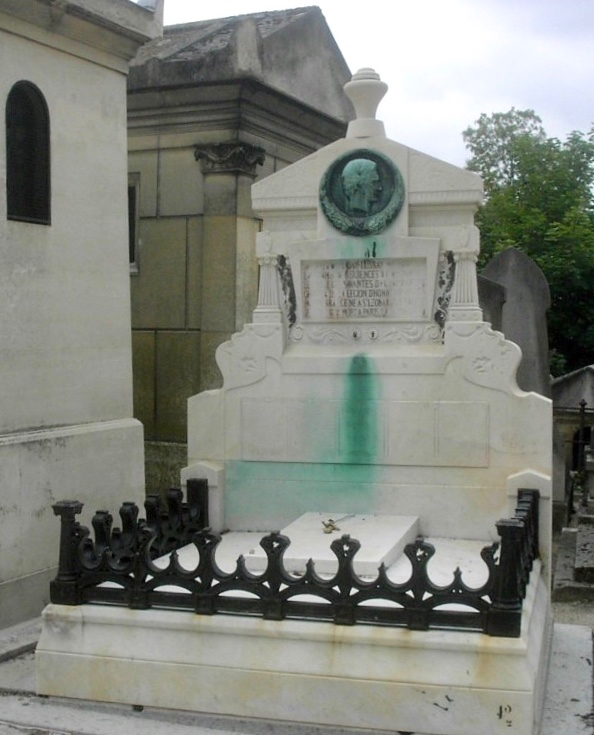
Tumba de Gay-Lussacn en el cementerio Père Lachaise de París, Francia.

Con tan solo 23 años, en enero de 1803, presentó al Instituto (la Académie des sciences) su primera memoria, Recherches sur la dilatation des gaz, verificando descubrimientos realizados por Charles en 1787. En 1804 efectuó dos ascensos en globo aerostático, alcanzando una altura de 3800 metros.
En enero de 1805 presentó al Instituto una nueva memoria, en la que formulaba su primera ley sobre las combinaciones gaseosas (Primera ley de Gay-Lussac), y emprendió a continuación un viaje por Europa junto a su amigo Humboldt para estudiar la composición del aire y el campo magnético terrestre.
Elegido miembro del Instituto en 1809, dos años después se casó con Geneviève Rojot (1785-1876), con quien tuvo cinco hijos. En la Polytechnique inició experimentos con una gigantesca pila de Volta de 600 pares de placas de cobre y zinc de 900 cm² cada una. Descubrió, junto a Thénard, el boro y el potasio. 
En 1809 formuló su ley estequiométrica Sur la combinaison des substances gazeuses y fue designado Profesor de Química Práctica en la École Polytechnique, y titular de la cátedra de Física en la recién creada Facultad de Ciencias de París (en la Sorbona). El mismo año demostró que el cloro, llamado hasta entonces ácido muriático oxigenado, es un elemento químico simple; este descubrimiento fue realizado en paralelo también por Humphry Davy. Los caminos de investigación de Davy y Gay-Lussac volvieron a cruzarse en 1813, cuando ambos, trabajando separadamente, descubrieron el yodo.
En 1815 descubrió el ácido cianhídrico (ácido prúsico). En 1816 reinició, junto con François Arago, los "Annales de chimie et de physique", de los que fue jefe de redacción. En 1818 se le designó miembro del Conseil de perfectionnement des Poudres et Salpêtres, al que aportó mejoras sobre la composición de las pólvoras, los detonadores y las aleaciones para la fabricación de cañones.
En los diez años comprendidos entre 1819 y 1828 trabajó en proyectos muy variados: solubilidad de las sales, textiles ignífugos, polvos de blanquear, graduación del alcohol, la vela de estearina, y los pararrayos. Realizó otras contribuciones importantes a la química industrial, mejorando los procedimientos de fabricación del ácido sulfúrico y del ácido oxálico.
Durante su carrera como investigador Gay-Lussac fue víctima de varias explosiones, mientras realizaba experimentos con el potasio en 1808, luego con el yodo, con el ácido fluorhídrico y, en 1844, con los hidrógenos carbonados.
En 1829 fue nombrado ensayista en jefe del Bureau de garantie à la Monnaie, organismo público encargado de vigilar la calidad de la moneda acuñada. Allí desarrollará un nuevo método para determinar el contenido en plata de una aleación, método que se usa aún en la actualidad.
Como muchos científicos franceses de su tiempo, combinó su actividad investigadora con la política. Elegido diputado por Haute-Vienne en 1831, resultó reelegido en 1834 y 1837.
Gay-Lussac fue un asesor experto de la fundición les Forges de Charenton.
En 1832 ingresó en la empresa vidriera Compagnie Manufacture des Glaces de Saint-Gobain con el cargo de "adjunto"; en 1840 ascendió a administrador, para convertirse en presidente del consejo de administración en 1843 hasta su muerte. Entretanto, el rey Luis Felipe I lo nombró "par de Francia" en 1839.
En 1840 renunció a la Polytechnique; en 1848 renunció a la mayor parte de sus puestos y se retiró a descansar a su finca en Lussac, cerca de Saint-Léonard, donde había hecho construir un laboratorio. Murió en París dos años más tarde. Está enterrado en el cementerio de Père-Lachaise.

## Trabajos científicos

### Física de los gases
Ya en 1802, adscrito al laboratorio de Berthollet en Arcueil, se distinguió por afirmar que "de 0° a 100°, todos los gases simples o compuestos sometidos a la misma presión, se dilatan en la misma cantidad para iguales aumentos de temperatura y que 100 volúmenes de estos gases a 0° se convierten en 137 volúmenes a 100° de calor".". Descubrió así la ley de dilatación de los gases y, algunos años más tarde, las leyes volumétricas que hoy llevan su nombre. Éstas estipulan que los gases se combinan según relaciones volumétricas simples. Introdujo varias mejoras en el barómetro de mercurio.
En 1804, junto con Jean-Baptiste Biot, recibió el encargo del Instituto de Francia de verificar las observaciones de Horace-Bénédict de Saussure sobre el debilitamiento del magnetismo en la atmósfera realizando un viaje en un balón. Tras un primer intento fallido en compañía de Biot el 24 de agosto, Gay-Lussac repitió el experimento en solitario el 16 de septiembre ascendiendo a 7016 m (récord de altitud para la época) y refutó las observaciones del naturalista. Además de medir el campo magnético terrestre y verificar su constancia, recogió muestras de aire atmosférico a diferentes altitudes, que revelaron variaciones de temperatura y humedad. Al año siguiente, este éxito experimental le valió un puesto en el Comité Consultivo de Artes y Oficios.
Gay-Lussac también empezó a trabajar con Alexander von Humboldt en el análisis del aire, y en marzo de 1805, tras obtener una excedencia de un año en la École Polytechnique, emprendió con él un largo viaje de exploración científica por los Alpes, Suiza, Italia y Alemania.
En 1809 publicó una importante memoria sobre las combinaciones de volúmenes. Redescubrió la ley de Charles, según la cual todos los gases tienen aproximadamente el mismo coeficiente de dilatación. Sus investigaciones se centraron en la higrometría y la capilaridad.
En 1810, publicó un informe para el Instituto sobre el proceso de conservación inventado por Nicolas Appert. Dio una teoría errónea, explicando que el calentamiento alteraba la composición del oxígeno y, como resultado, se interrumpía el proceso de fermentación. Appert explicó que era el calor el que mataba los "fermentos". Fue Pasteur quien dio la razón a Appert en sus trabajos sobre la "generación espontánea".

### Química
Gay-Lussac también se distinguió en el campo de la química. En 1808, en colaboración con el químico francés Louis Jacques Thénard, Gay-Lussac trabajó en la preparación de potasio, calentando una mezcla de hierro puro y potasa hasta el rojo, y sodio, y descubrió el boro. El estudio de las propiedades del potasio llevó a los químicos a utilizarlo para aislar el boro del ácido bórico. Al año siguiente, utilizando la célula voltaica, demostró que el cloro, llamado entonces "ácido muriático oxigenado", era en realidad una sustancia simple. Introdujo la noción de hidrácido, es decir, un ácido que no contiene oxígeno. Esto condujo al abandono de la hipótesis de Antoine Lavoisier de que sólo podía haber ácidos oxigenados (oxácidos). Demostró que el ácido fluorhídrico es un hidrácido como el ácido clorhídrico (o "muriático").
En 1815, sus trabajos sobre los prusiatos (cianuros) le llevaron a descubrir el cianógeno y el ácido cianhídrico. Este último ácido, muy tóxico, sigue siendo un hidrácido.
El elemento yodo fue descubierto por Bernard Courtois, quien entregó muestras a Gay-Lussac. Gay-Lussac bautizó este nuevo elemento con el nombre de "yodo" (de iodès, que significa violeta en griego) debido a los vapores violetas que desprende cuando se calienta. Posteriormente, el yodo adquirió gran importancia en la industria y la medicina.
Tras la Restauración, la química del carbono progresó rápidamente. Con Louis Jacques Thénard, y después con Justus von Liebig, mejoró los métodos de análisis orgánico.
En el campo de la química industrial, mejoró los procedimientos de fabricación del ácido sulfúrico y del ácido oxálico y desarrolló métodos de control por ensayo. En 1821, el gobierno francés le encargó que definiera un método práctico para medir con precisión el contenido de alcohol de las bebidas. Su trabajo se utilizó en la ley de 1824 sobre la fiscalidad de las bebidas alcohólicas. Su aparato consiste en un hidrómetro graduado en función de la concentración volumétrica de alcohol. De este modo se obtiene el grado Gay-Lussac, que corresponde, por ejemplo, al porcentaje de alcohol del vino. Con Collardeau, antiguo alumno de la École Polytechnique, se convirtió en fabricante de instrumentos científicos y comercializó su alcoholímetro en 1830.
En 1824 desarrolló una versión mejorada de la bureta que incluía un brazo lateral y acuñó los términos "pipeta" y "bureta" en un artículo de 1824 sobre la estandarización de soluciones de índigo..

## Publicaciones
- Recherches physico-chimiques. 1811
- Cours de chimie de l'École polytechnique, v. 1 , v. 2 Archivado el 24 de junio de 2007 en Wayback Machine.
- Leçons de physique de la faculté des sciences de París, (6 de noviembre 1827, 18 de marzo 1828)

## Editor
Se hizo cargo en 1816, como coeditor con François Arago, de los Annales de chimie et de physique (Anales de Química y Física) de los que llegó a ser redactor jefe

## Alumnos notables
- Jean-Jacques Colin (1784–1865), en 1809–1817
- Pierre Robiquet (1780–1840),  en 1813–1818
- César Despretz (1791–1863),  en 1817–?
- Théophile-Jules Pelouze (1807–1867),
- Edmond Frémy (1814–1894)
- Henri Victor Regnault (1810–1878)
- Justus von Liebig (1803–1873)

## Reconocimientos
- Fue nombrado Gran Oficial de la Legión de Honor.
- Junto con Thénard, Gay Lussac recibió 30.000 francos de Napoleón en la tercera edición del Premio de Galvanismo en 1809 por sus investigaciones.
- En París, una calle y un hotel cerca de la Sorbona llevan su nombre, al igual que una plaza y una calle en su lugar de nacimiento, Saint-Léonard-de-Noblat.
- Es uno de los 72 científicos cuyo nombre figura inscrito en la Torre Eiffel.
- El cráter lunar Gay-Lussac lleva este epónimo en su honor.[15]
- El asteroide (11969) Gay-Lussac también conmemora su nombre.[16]
- La Fédération Gay-Lussac reúne a 20 importantes escuelas de ingeniería francesas en química e ingeniería química.